# Площадь Коммунаров (Екатеринбург)
Пло́щадь Коммуна́ров (предыдущие названия: Верх-Исетский выгон, Городской выгон, Верх-Исетская, площадь Братских могил, Уральских коммунаров) — площадь в центре Екатеринбурга на западной оконечности проспекта Ленина. Площадь ограничена: с востока — улицей Московской, с севера — Верх-Исетским бульваром, с юга — улицей Репина, с запада — корпусом Института охраны материнства и младенчества.

## История
Западная граница Екатеринбурга до начала XIX века завершалась столбами Московской заставы, от которой начинались Московский тракт и дорога к Верх-Исетскому заводу, не входившему в городскую черту Екатеринбурга. В начале XIX века пространство будущей площади Коммунаров пересёк бульвар (современный Верх-Исетский бульвар), который соединил Верх-Исетский завод с городом; одновременно с этим западную границу площади наметило здание больницы Верх-Исетского завода, построенной по проекту архитектора М. П. Малахова. В 1886 году северная граница площади была занята городским ипподромом, а на южной границе (у Московского тракта) с 1900 года появился велодром. В 1900 году на площади был открыт деревянный Верх-Исетский народный театр (Народный дом) вместимостью 1100 человек, на сцене которого выступали столичные артисты: певцы Собинов, Де Вас, Соболева, Ковелькова, Вяльцева, драматические актёры Мамонтов-Дальский, Яблочкина, В. Ф. Комиссаржевская, балерины Смирнова и Гельцер.
20 июля 1919 года на площади была сооружена братская могила жителей Екатеринбурга, убитых казаками атамана Дутова в ходе Гражданской войны. Прах погибших был перенесён из первоначального захоронения на Площади 1905 года.
С 1930-х годов началось переустройство площади, в ходе которого было снесено здание театра; выстроен комплекс корпусов медицинского городка, Институт материнства и младенчества; вместо ипподрома разбит парк (позднее выстроен Дворец Молодёжи); на территории велодрома был построен Центральный стадион; приблизительно в это же время были утрачены столбы Московской заставы.
В 1959 году были выполнены работы по благоустройству братской могилы, установлен памятный обелиск и зажжён Вечный огонь. В сквере в центре площади были установлены солнечные часы, к настоящему моменту утраченные.
В 2015—2018 годах проведена масштабная реконструкция площади с прилегающими парками и скверами, ради соединения просп. Ленина и ул. Татищева к чемпионату мира по футболу 2018. Вырублено 2600 деревьев и около 7000 кустарников (примерно 3/4 от прежнего количества), Обелиск и Вечный огонь стали не заметны на фоне серых высотных зданий. Дорога проложена по захоронениям солдат, которые погибли во время Гражданской и Великой Отечественной войн.

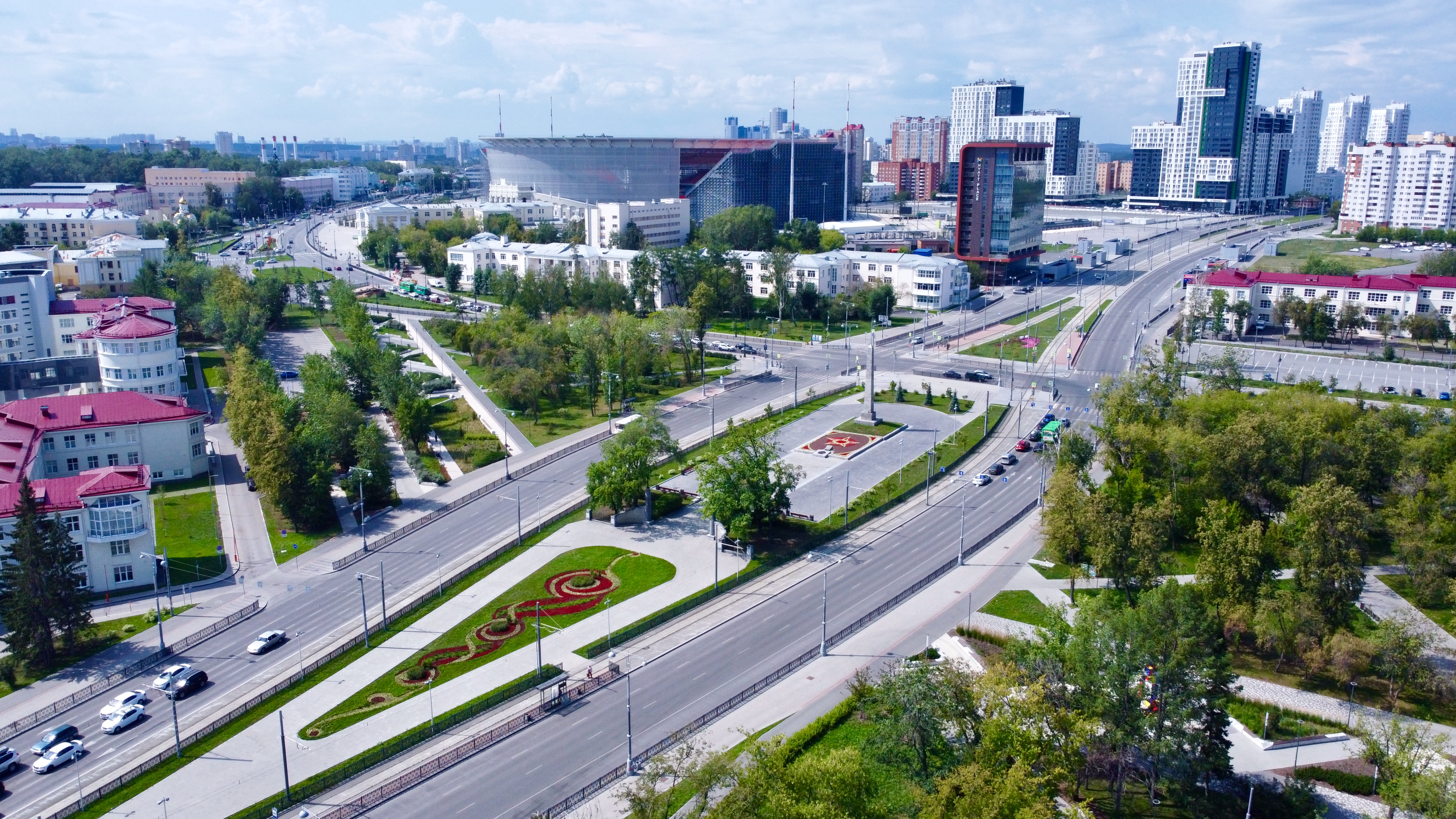
Вид с высоты
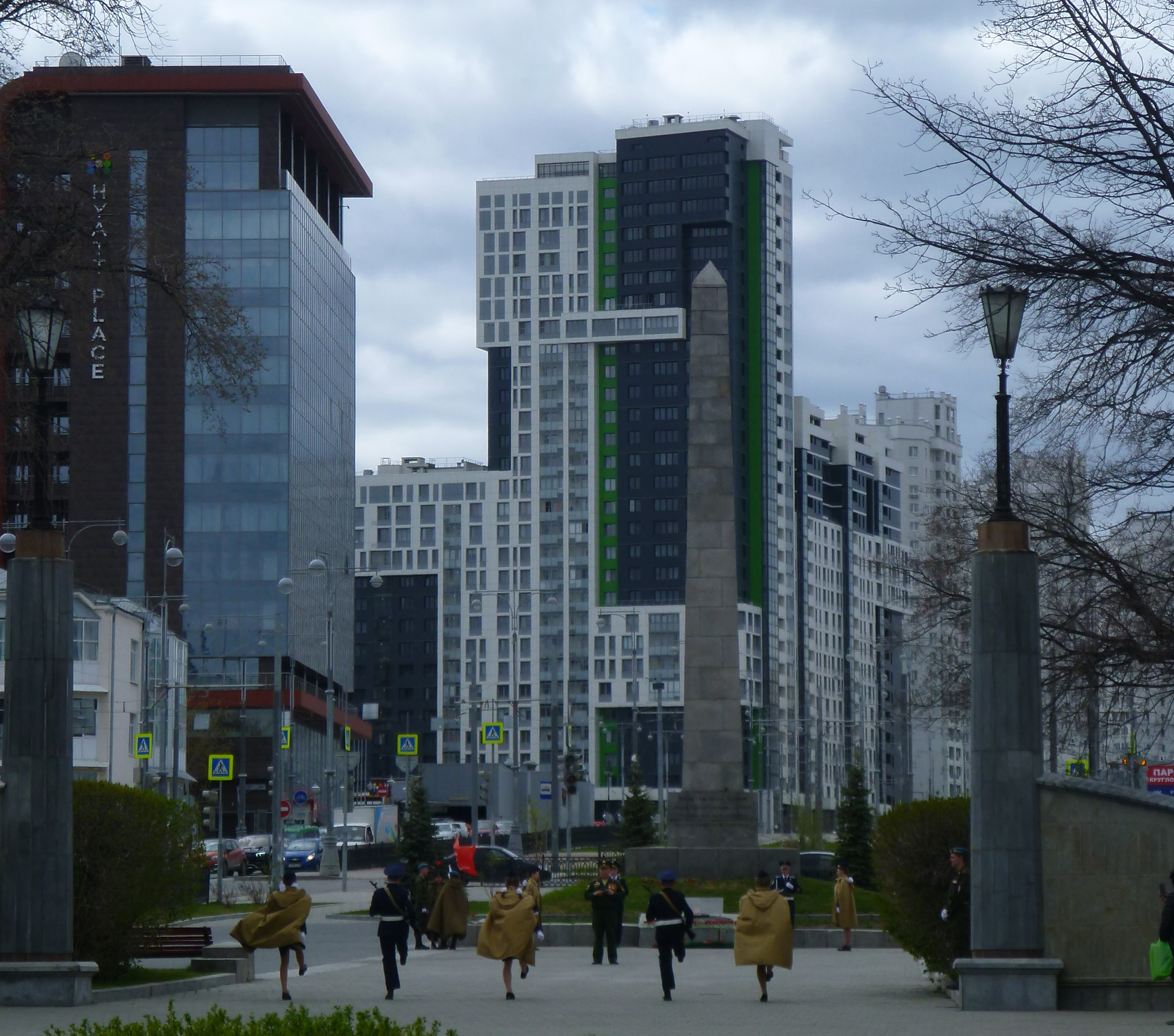
Обелиск у Вечного огня на площади
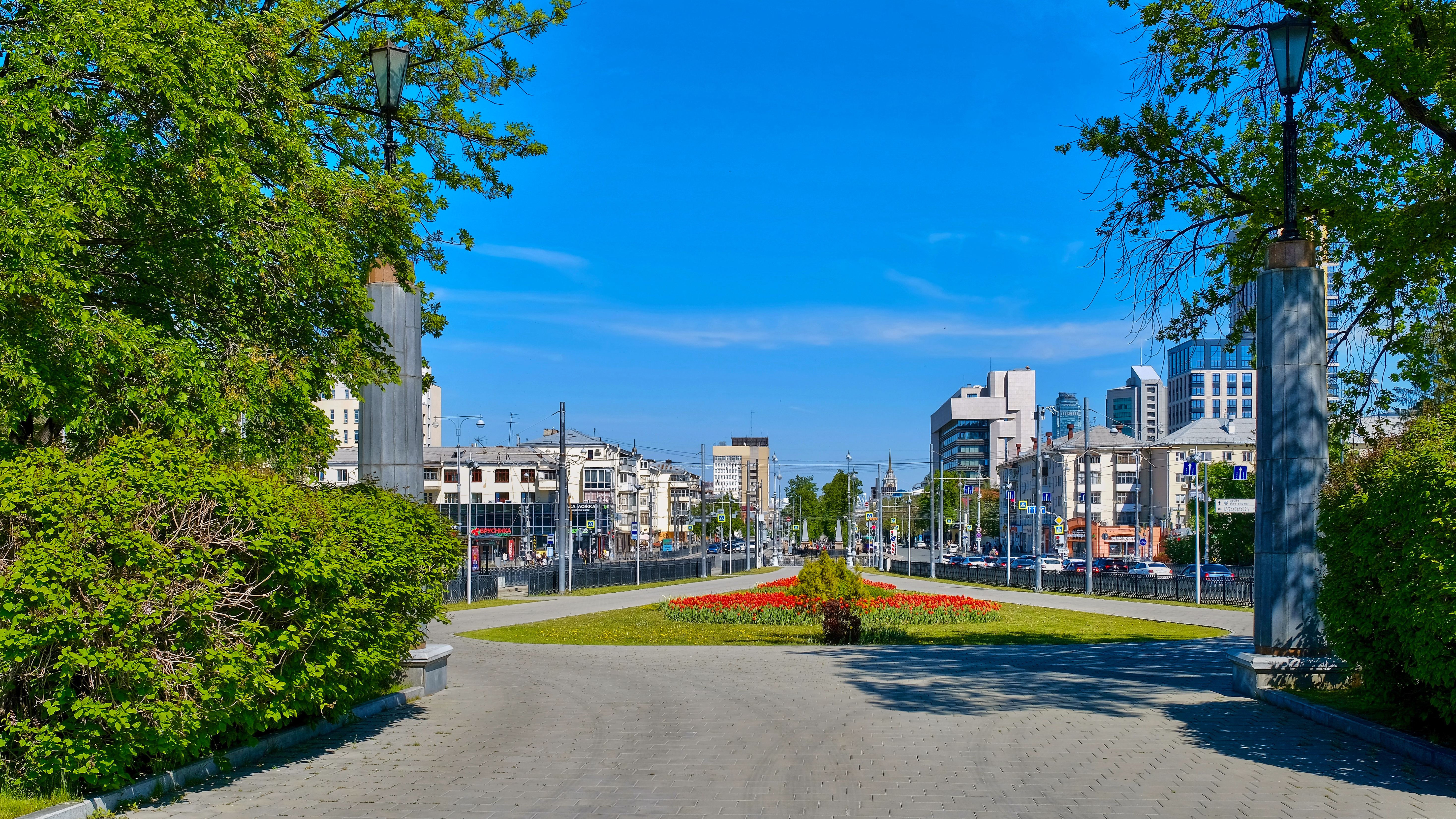
Вид в сторону проспекта Ленина
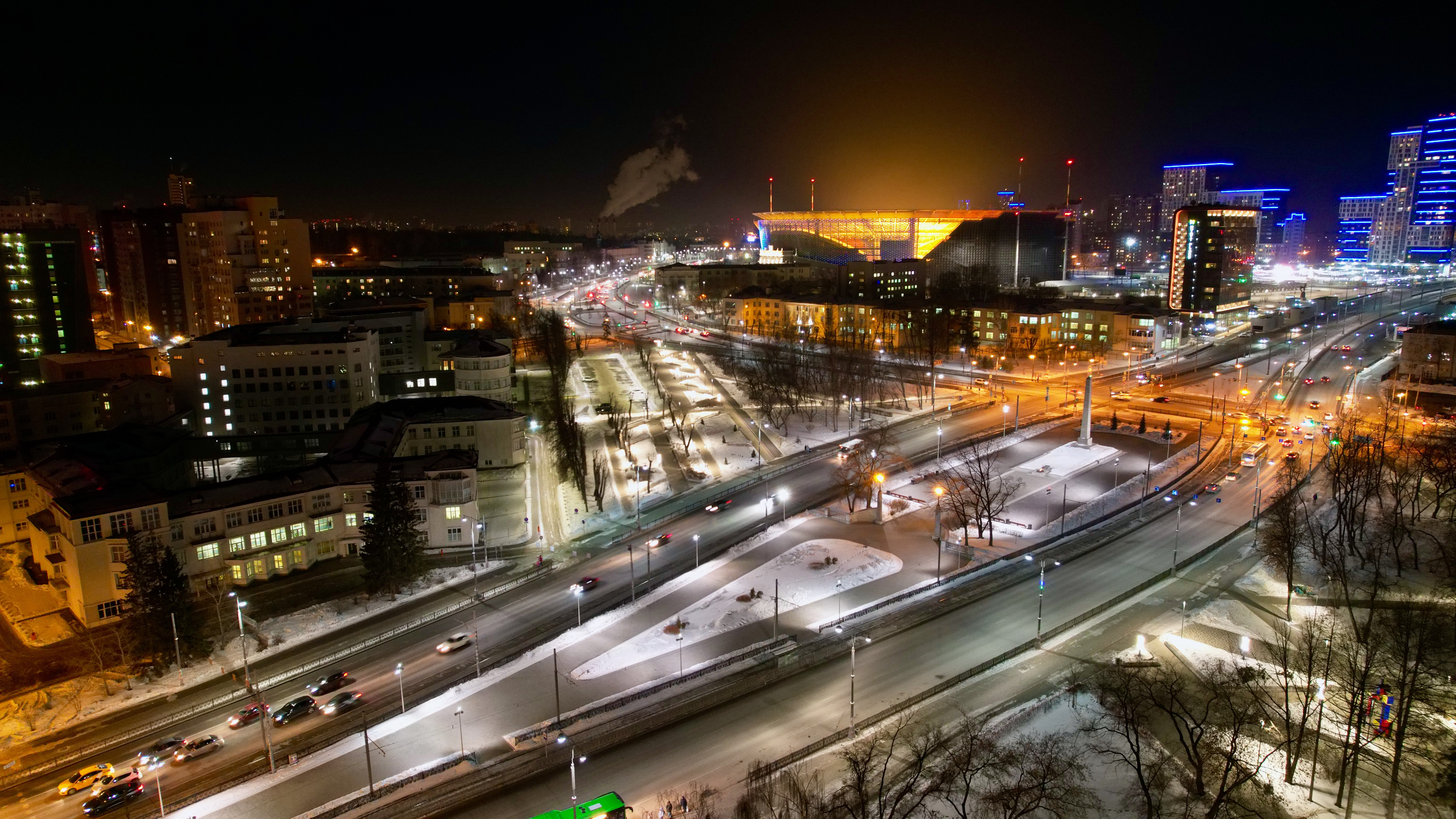
Вечерний вид

## Транспорт

### Наземный общественный транспорт
Рядом с площадью находятся остановки общественного транспорта «площадь Коммунаров» и «Дворец Молодёжи»:
- Остановка «площадь Коммунаров»:

Автобус: № 012, 014, 016, 019, 24, 27, 28, 45, 48, 052, 59;
Трамвай: № А, 2, 5, 6, 10, 13, 15, 18, 26, 27, 32;
Маршрутное такси: № 043.
- Остановка «Дворец Молодёжи»:

Трамвай: 3, 5, 6, 7, 10, 13, 21, 23, 27, 32.

### Ближайшие станции метро
Действующих станций метро поблизости нет. К 2018 году на площади планировалось построить станцию метро  «Площадь Коммунаров».